# Parachnopeziza sinensis
Parachnopeziza sinensis är en svampart som beskrevs av W.Y. Zhuang & Korf 1998. Parachnopeziza sinensis ingår i släktet Parachnopeziza och familjen Hyaloscyphaceae.   Inga underarter finns listade i Catalogue of Life.